# Tångeråsen; Backen
Tångeråsen; Backen este o arie protejată (arie specială de conservare — SAC, sit de importanță comunitară — SCI) din Suedia întinsă pe o suprafață de 4,4 ha, integral pe uscat.

## Localizare
Centrul sitului Tångeråsen; Backen este situat la coordonatele 63°34′13″N 13°48′27″E / 63.5704°N 13.8076°E.

## Înființare
Situl Tångeråsen; Backen a fost declarat sit de importanță comunitară în mai 2006 pentru a proteja un număr necunoscut de specii din flora spontană și fauna sălbatică aflate în arealul zonei. Situl a fost protejat și ca arie specială de conservare în decembrie 2017.

## Biodiversitate
Situată în ecoregiunea alpină, aria protejată conține 2 habitate naturale: Fânețe montane, Pășuni din zone de pădure fino-scandinave.
La baza desemnării sitului se află un număr nedeclarat de specii protejate.